# Carlos Maria Duarte Silva
Carlos Maria Duarte Silva (Montevideu, ca. 1806 — Desterro, 15 de abril de 1852) foi um político brasileiro, nascido na então província Cisplatina.

## Vida
Filho de Diogo Duarte Silva e de Josefa Fort Duarte Silva.

## Carreira
Foi deputado à Assembleia Legislativa Provincial de Santa Catarina na 4ª legislatura (1842 — 1843), na 5ª legislatura (1844 — 1845), na 6ª legislatura (1846 — 1847), e na 7ª legislatura (1848 — 1849).